# Интернациональная улица (Гомель)
Интернациона́льная улица — одна из главных улиц в историческом центре Гомеля. Улица протянулась от площади Труда до Кузнечного путепровода.

## История
Улица начала застраиваться в первой половине XIX века кирпичными и деревянными домами усадебного типа. В конце XIX — начале XX веков на улице находились многочисленные мастерские, торговые предприятия, заводы лаковый и чугунолитейный (ныне ОАО «СтанкоГомель»).
Кузнечная улица, на которой проживала значительная часть рабочих, была местом собраний и сходок. В годы революции 1905—1907 на ней происходили многочисленные выступления пролетариата Гомеля против царского самодержавия, в память которых на здании проходной станкостроительного завода установлена мемориальная доска. В годы Великой Отечественной войны улица сильно разрушена.
В 2003 году в связи с малой пропускной способностью проводилось расширение улицы.

## Архитектура

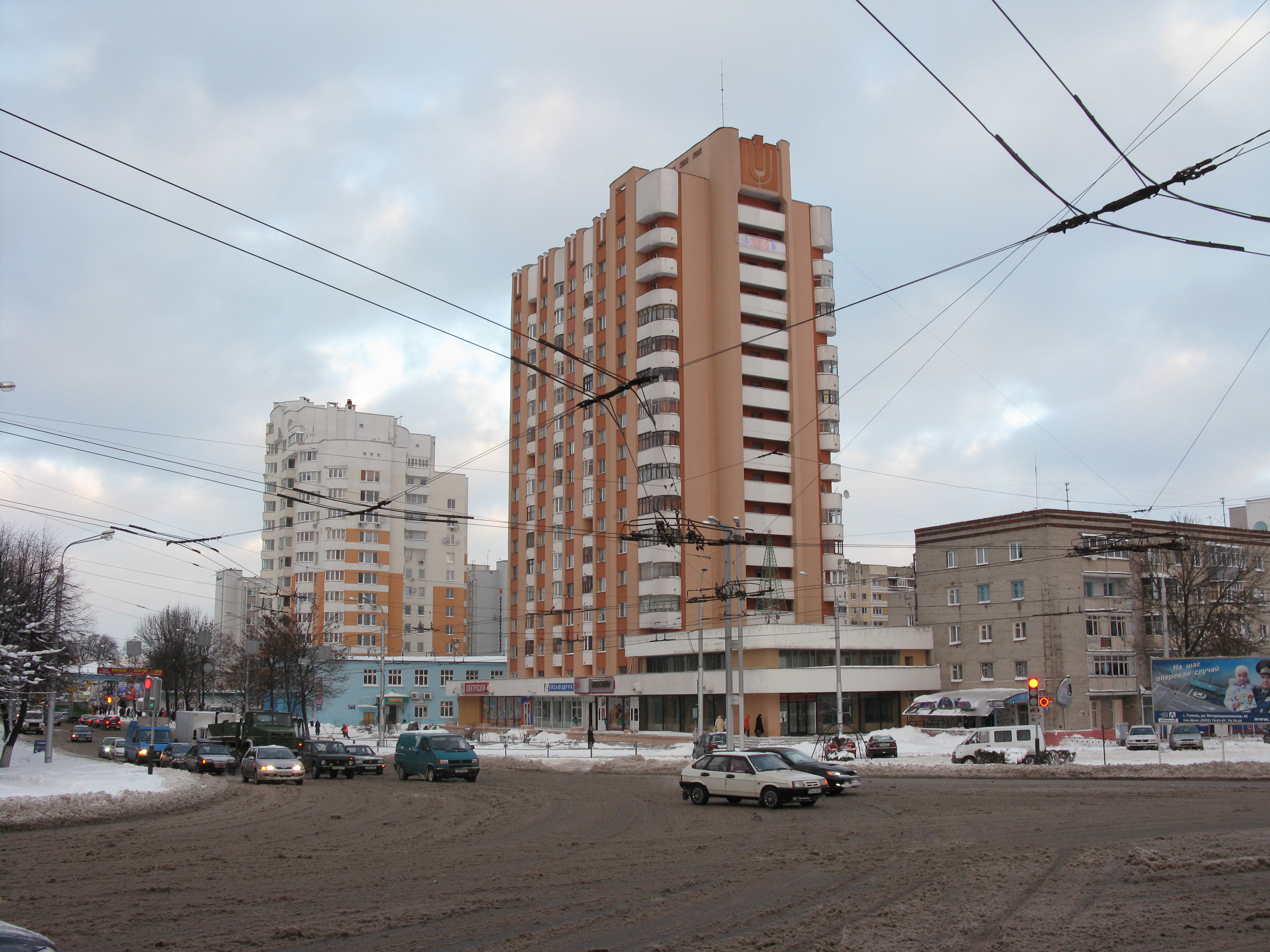
Высотки на улице Интернациональной

Современная застройка представлена преимущественно жилыми домами разной этажности с встроенными в первых этажах магазинами, учреждениями, объектами соцкультбыта.

## На улице расположены
- ОАО «Гипроживмаш»
- Хлебозавод № 1
- ОАО «СтанкоГомель» (ранее РУП «Гомельский станкостроительный завод имени С.М.Кирова»)
- ОАО «Коминтерн»
- Средняя школа № 19
- Завод измерительный приборов.
- ОАО Институт «Гомельпроект»

## Пересекает улицы
- проспект Ленина
- улица Катунина
- улица Гагарина
- улица Моисеенко
- улица Фрунзе